# Badljevina
Badljevina je vesnice v Chorvatsku v Požežsko-slavonské župě, spadající pod opčinu města Pakrac. Nachází se asi 8 km severně od Pakrace. Žije zde 597 obyvatel. V roce 1991 bylo 6,64 % obyvatel (55 z tehdejších 828 obyvatel) české národnosti.
Vesnice leží na silnici D5.

## Sousední sídla
| Růžice kompasu | Gornji Sređani | Kip        | Miljanovac | Růžice kompasu |
| Růžice kompasu | Donja Obrijež  | Sever      | Sirač      | Růžice kompasu |
| Růžice kompasu | Donja Obrijež  | Badljevina | Sirač      | Růžice kompasu |
| Růžice kompasu | Donja Obrijež  | Jih        | Sirač      | Růžice kompasu |
| Růžice kompasu | Gornja Obrijež | Omanovac   | Dereza     | Růžice kompasu |